# Кириаф-Иарим
Кириаф-Иарим др.-евр. קרית יערים‬, «город лесов», «лесной город»), или Ваал Иудин, — библейский город, находившийся на границе колена Иудина и Вениаминова; упоминается как город того и другого колена (напр., 1Цар. 6:21), либо как город Иудин — Ваал Иудин (Суд. 18:12; 2Цар. 6:2)).
Из Кириаф-Иарима происходил пророк Урия (Иер. 26:20), и здесь 20 лет оставался Ковчег Завета (1Цар. 7:1, 2, 2Цар. 6:2).

## Название
- Кириаф-Иарим, Кириат-Иеарим (1Пар. 13:6; Неем. 7:29; Езд. 2:25);
- Кириаф-Ваал, Кириат-Баал, «город Баала» или Ваала (Нав. 15:60; 18:14);
- просто Ваал или Баал (Нав. 15:9—11);
- Ваал Иудин (2Цар. 6:2).[1][2]

## Библейская история
Во время вступления израильтян в Ханаан, Кириаф-Иарим — вместе с городами Кефира и Беероф (Беерот) — был в союзе с гаваонитянами (Нав. 9:17). Позднее он принадлежал колену Иудину и лежал на западной границе Вениаминова удела (Нав. 18:14).
Вблизи этого города находился «стан Данов» (Суд. 18:12).

### Ковчег Завета
Когда во время Самуила филистимляне возвратили Ковчег Завета, последний был сначала привезён в Вефсамис, а оттуда в Кириаф-Иарим, в дом Аминадава (Абинадаба; 1Цар. 7:1), и оставался там, пока Давид не перевёз его в Иерусалим (2Цар. 6:2; 1Пар. 13:5, 6; 2Пар. 1:4).

### При Иеремии и позднее
В этом городе родился современник пророка Иеремии — пророк Урия, сын Шемахи (Иер. 26:20). Город Кириаф-Иарим был населён и после плена Вавилонского.
После вавилонского пленения Кириаф-Иарим опять был населен иудеями. По 1Пар. 2:50, 52 и сл. родоначальником жителей Кириаф-Иарима был Шовал (евр. калебит Шобал; ср. Быт. 36:20, 23).

## Местоположение
Возможным местоположением города указывали селение Кириаф-Эль-Енаб (Qaryat al-'Inab), к северо-западу от Иерусалима, по направлению к Диосполю.
По Нав. 15:9; 18:15 Кириаф-Иарим лежал на границе между Иудиным и Вениаминовым коленами, к западу от Нефтоаха, к востоку от Кесалон, к югу от Бет-Хорона; по 1Пар. 6:21 он был расположен выше города Бет-Шемеша; по Суд. 18:12 к востоку от Цареа и Эштаола, выше их; по «Ономастикону» Евсевия Кесарийского (Onom. 271; 109) в 8 римских милях (= 13,5 км; по Onom., 234; 103—10 рим. м. = 15 км) по дороге из Иерусалима в Диосполь. По всем этим данным историк Робинсон отождествлял Кириаф-Иарим с деревней Кириаф-Эль-Енаб (Karjet-el-Ineb), обык. сокращ. Еl-Karie или Абу-Гош, в 12 км от Иерусалима по дороге в Яффу.
Однако исследователь Кондер заключал из Нав. 15:10, что Кесалон лежал к северу от Кириаф-Иарима, и, придавая большое значение сообщению Флавия (Древн., VI, 1, 4) о близости Кириаф-Иарима к Бет-Шемешу, отождествлял Кириаф-Иарим с Hirbet Arma к югу от Вади эль-Сарар. Однако по этому предположению северная граница Иудина колена слишком отодвигается на юг.